# Xavier Espot Zamora
Xavier Espot Zamora (Escaldes-Engordany, 30 de outubro de 1979) é um político andorrano. Zamora ocupa o cargo de primeiro ministro do Principado de Andorra desde 2019, sucedendo Antoni Martí.

## Biografia
Nascido na cidade andorrana de Escaldes-Engordany, em 30 de outubro de 1979. É formado e mestre em direito pela Faculdade da Escola Superior de Administração e Gerenciamento de Negócios (ESADE). Além disso, ele também é formado em ciências humanas pela Faculdade de Filosofia da Universidade Ramon Llull de Barcelona.
Note-se que durante todos esses anos ele ocupou vários cargos de responsabilidade no campo judicial. Entre setembro de 2004 e junho de 2008, ele foi Secretário Judicial e Oficial Civil e Juvenil no Bailiwick de Andorra. Entre julho e dezembro de 2008, foi Secretário Judiciário do Conselho Superior de Justiça de Andorra.